# Johannes Franciscus Goossens
Johannes Francis Goossens (Aarle-Rixtel, 9 maart 1801- Lieshout, 25 juli 1877) was een Nederlandse politicus. Hij was van 1846 tot 1877 burgemeester van Lieshout.
Hij werd geboren als zoon van Hermanus Theodorus Goossens en Maria Elisabeth Sterken. Zijn vader was burgemeester van Lieshout van 1822 tot 1836. Johannes Francis Goossens trouwde op 11 oktober 1834 te Lieshout met Poulina Ceelen (1807-1879). Op 14 oktober van dat jaar vestigde hij zich vanuit Aarle-Rixtel in Lieshout, waar hij secretaris van de gemeente werd. In 1846 volgde zijn benoeming tot opvolger van burgemeester Henricus van den Heuvel.